# Мартін Реваї
Мартін Реваї (словац. Martin Réway; 24 січня 1995, м. Прага, Чехія) — словацький хокеїст, центральний нападник. Виступає за «Спарта» (Прага) у Чеській Екстралізі.
Вихованець хокейної школи «Спарта» (Прага). Виступав за «Гатіно Олімпік» (QMJHL).
У чемпіонатах Чехії — 26 матчів (7+18).
У складі національної збірної Словаччини учасник чемпіонату світу 2014 (7 матчів, 0+3). У складі молодіжної збірної Словаччини учасник чемпіонатів світу 2013, 2014 і 2015. У складі юніорської збірної Словаччини учасник чемпіонату світу 2012 (Д1A).
Досягнення
- Бронзовий призер молодіжного чемпіонату світу (2015).